# Seidennachtschwalbe
Die Seidennachtschwalbe (Antrostomus sericocaudatus, Syn.: Caprimulgus sericocaudatus, Setochalcis sericocaudatus) ist eine Vogelart aus der Familie der Nachtschwalben (Caprimulgidae), die in Peru, Bolivien, Brasilien, Paraguay und Argentinien vorkommt. Der Bestand wird von der IUCN als nicht gefährdet (Least Concern) eingeschätzt.

## Merkmale
Die Seidennachtschwalbe erreicht bei einem Gewicht von ca. 83,0 bis 99,0 Gramm eine Körperlänge von etwa 27,0 bis 28,3 cm. Der vordere Oberkopf, der Oberkopf und der Nacken des Männchens sind braun, reichlich gräulich weiß, gelbbraun und zimtfarben gesprenkelt und mit breiten schwarzbraunen Streifen. Der sehr breite undeutliche Kragen am Hinterhals ist gelbbraun gebändert. Der Mantel, der Rücken, der Bürzel und die Oberschwanzdecken sind braun mit leichten Streifen und zimtfarben Sprenkel. Die braunen Flügeldecken sind gelbbraun und zimtfarben gefleckt. Die braunen und gelbbraunen Schulterfedern haben kräftige schwarzbraune Flecken und zwei kleine zimtfarbene Flecken an den Federspitzen. Die äußeren braunen Schwungfedern haben gelbbraune Flecken an den Außenfahnen und gelbbraune Streifen an den Innenfahnen. Die inneren Schwungfedern und alle Armschwingen sind braun mit gelbbraunen Bändern. Die braunen Schirmfedern sind mit gräulichweißen, gelbbraunen und zimtfarbenen Sprenkeln verziert. Der dunkelbraune Schwanz ist schwach und undeutlich gelbbraun gebändert. Die Spitzen der drei äußersten Steuerfederpaare sind weiß ca. 20 mm breit gebändert, gelbbraun gesäumt, wobei die weiße Fläche an den Außenfahnen größer ist. Das nächste Steuerfederpaar hat eine sehr schmale gelbbraune Spitze, das mittlere Paar ist dicht gebändert mit graubraunen Sprenkeln. Die Zügel und die Ohrdecken sind rotbraun gesprenkelt. Das Kinn und die Kehle sind braun mit gelbbraunen Bändern. Über der unteren Kehle verläuft ein großer gelbbrauner Fleck. Die Brust ist braun mit gelbbraunen und weißen Flecken. Der gelbbraune Bauch und die Flanken sind dicht braun gebändert und stark weiß gefleckt. Die gelbbraunen Unterschwanzdecken sind leicht gebändert oder wurmförmig braun. Die braunen Unterflügeldecken sind gelbbraun gebändert. Das Weibchen ähnelt dem Männchen, wirkt aber etwas brauner und blasser. Die drei äußersten Steuerfederpaare fallen mit 5 bis 10 mm schmaler aus und haben eine gelbbraune Spitze. Die Iris ist braun, der Schnabel bräunlich schwarz und dunkler zur Spitze hin und die Beine und Füße schwärzlich braun.

## Lautäußerungen
Die Stimme der Seidennachtschwalbe wird im Allgemeinen als dreisilbiges doh-dieu-left beschrieben und wird in einer ausgedehnten Sequenz von drei Minuten oder mehr gesungen. Dieses ähnelt ein wenig dem der Pauraquenachtschwalbe (Nyctidromus albicollis). Es gibt deutliche Unterschiede zwischen den Unterarten. Von der Nominatform ist ein gleitender Übergang der beiden Haupttonspitzen ri-o-ri und ein fast trauriges, wellenförmiges doh wweo io, das mehrere Minuten lang mit einer kurzen Pause zwischen den Noten wiederholt wird, bekannt. Die andere Unterart singt Phrasen, die aus kontinuierlichen Tonfiguren, einem pfeifenähnlichen Ton, bestehen. Deren Frequenz und Amplituden werden langsam moduliert. Es klingt außerdem ähnlich, da es eine insgesamt aufsteigende Tonhöhe hat, die in ihrem Verlauf dreimal steigt und fällt, wodurch drei Frequenzspitzen und -täler entstehen, die jeweils höher sind als die vorhergehenden. Des Weiteren gibt sie einen höheren Klang mit gleitenden Übergängen, der die beiden Haupttonhöhenspitzen verbindet von sich. Drittens gehört ein melodisches langgezogenes und hat ein höheres doh wio wiio zum Repertoire dieser Unterart. Von einem Weibchen wurden von Flügelschlägen, als es während der Brutzeit direkt aus dem Nest aufflog, berichtet, die wie scharfe Klickgeräusche klangen.

## Fortpflanzung
Die Seidennachtschwalbe scheint während der gesamten Brutzeit monogam zu sein. Es wird kein Nest gebaut. Ein Gelege besteht aus zwei Eiern, die direkt auf dem Boden auf kahlen Stellen oder auf Laubstreu in der Nähe von offenen Flächen abgelegt werden. Die Unterart C. s. mengeli brütet im südwestlichen Amazonasbecken von August bis Dezember, also in der zweiten Hälfte der Trockenzeit bis zum Beginn der Regenzeit. Die Eier von C. s. mengeli sind elliptisch, glatt, blass rosa-orange gefärbt mit dunkelbraunen Flecken, die sich am stumpfen Ende konzentrieren und relativ auffällig sind. Die Konzentration der Flecken und Farbintensität variiert. Die Eier sind 21,8 bis 31,0 mm × 18,0 bis 30,7 mm groß und wiegen 4,0 bis 8,5 g. Von der Nominatform liegen Größenmessungen von  28,0 bis 31,0 mm × 21,0 bis 23,0 mm vor. Die Brutdauer ist ca. 18 Tage. Beide erwachsenen Vögel teilen sich die Brut- und Pflegepflichten, wobei das Weibchen tagsüber und das Männchen nachts im Nest ist. Die Nester werden zwischen 03:00 bis 06:00 Uhr und 18:00 bis 21:00 Uhr abgelöst. Die Nester werden kurz vor Sonnenaufgang und nach Sonnenuntergang verlassen. Die Küken schlüpfen an aufeinanderfolgenden Tagen, sind mit goldenen Daunen bedeckt, wiegen 6 bis 7 g, sind innerhalb von 24 Stunden mobil und koten außerhalb des Nests. Ab dem 3. Tag beginnen dunkelbraune Federkiele zu erscheinen und die Nestlinge können über kurze Distanzen bis zu sechs Meter hüpfen. Ab dem 11./12. Tag können die Nestlinge ca. sechs Meter weit fliegen. Die hellen Spitzen der äußeren Schwanzfedern sind im Flug sichtbar. Die Hüllen der Flügelfedern beginnen aufzubrechen und zeigen braune Spitzen, die Deckfedern sind graubraun mit deutlich erkennbaren braunen Kreiszeichnungen. In diesem Alter werden die Nestlinge tagsüber aktiv und kommen häufig unter dem Weibchen hervor, um sich zu putzen und ihre Flügel auszubreiten. Nestlinge wurden dabei beobachtet, wie sie Laubstreu um sich warfen und nach verrottendem Material rund um den Nestplatz pickten. Vielleicht dient dieses Verhalten dazu nach kleinen Insekten zu suchen oder kleine Körnchen zur Unterstützung der Verdauung aufzunehmen. Es wurde beobachtet, dass Nestlinge bis zu einem Alter von etwa 24 Tagen im Nestbereich blieben, mit oder ohne Anwesenheit eines erwachsenen Vogels. Die Zeit danach ist bisher nicht gut dokumentiert, ob sie flügge werden oder noch im Gebiet verbleiben. Beide Altvögel füttern die Jungen abwechselnd durch Hochwürgen. Ein Altvogel fliegt vom Nest, während der andere zurückkehrt, um die Jungen zu füttern. Nestlinge kommen dabei heraus und versuchen durch Picken am Schnabel des Altvogels Futter zu erbeuten.

## Verhalten und Ernährung
Die Seidennachtschwalbe ernährt sich von einer Vielzahl von Insekten, darunter Käfer, Grillen, Heuschrecken und Ameisen. Sie ist vorwiegend dämmerungsaktiv und sucht kurz nach Einbruch der Dunkelheit nach Nahrung, indem sie kurze, schnelle Ausflüge von zwei bis drei Meter Entfernung von der gleichen Sitzwarte aus unternimmt. Die Sitzwarte nutzt sie auch zum Singen. Es findet keine aufwendige Nesträumungszeremonie statt. Die Brutpaare verständigen sich vor der Nesträumung während der Brutzeit oft durch Gegenrufe mit einem vollen Ruf oder durch einen eintönigen hohen Ruf, vor dem sie das Nest räumen. Das brütende erwachsene Tier ruft direkt aus dem Nest und wartet, bis sein Partner mit Rufen antwortet, oder das Partnertier ruft aus der Ferne und ruft weiter, während es sich auf das Nest zubewegt und wartet, bis das brütende erwachsene Tier mit einem vollen oder eintönigen Ruf antwortet. Wie die meisten Mitglieder der Familie der Caprimulgiden täuscht der Seidenschwanz-Nachtschwalm häufig Verletzungen vor, wenn er während der Brutzeit vom Nest aufgeschreckt wird. Die Intensität nimmt während der Brutzeit zu. Brütende erwachsene Tiere orientierten sich parallel zum Weg, mit Blick auf ein durchgehendes offenes Gebiet, und scheuchten auf, wenn sich ein Eindringling auf weniger als 10 Meter nähert oder länger als 5 Minuten in der Nähe des Nests verharrt. Aufgeschreckt flogen die erwachsenen Tiere entweder einfach in die Nähe oder auf offene Flächen am Boden oder auf niedrige Äste, ließen einen oder beide Flügel hängen und schlugen leise, aber schnell mit den Flügeln auf und ab, während sie den Eindringling jeweils einige Meter vom Nest weglockten. Die Anzahl der vorgetäuschten Verletzungen nimmt mit zunehmender Entfernung zwischen Eindringling und Nest ab. Erwachsene Tiere neigen dazu, ihr Nest zu verlassen, nachdem sie ein- oder mehrmals aufgescheucht wurden. Sie lassen die Eier für längere Zeit, manchmal bis zu 12 Stunden, ungeschützt liegen, so dass das Nest schließlich geplündert wird.

## Verbreitung und Lebensraum

Verbreitungsgebiet (grün) der Seidennachtschwalbe

Die Nominatform der Seidennachtschwalbe bewohnt Wälder oder Waldränder mit Sekundärbewuchs oder subtropische immergrüne Wälder. C. s. mengeli bevorzugt reife, hügelige tropische Wälder, Buschland an den Rändern alter Felder in abgeholztem tropischen Regenwald, Galeriewälder, Terra-Firme-Wälder sowie unberührte Tiefland-Überschwemmungsgebiete und immergrüne tropische Regenwälder. Sie kommt aber auch in älterem Wald abseits von überschwemmungsgefährdeten Gebieten mit Bächen oder kleinen Sümpfen vor. Die Nominatform ist auf die atlantischen Wälder im Südosten Brasiliens, dem nördlichen Argentinien und dem nordöstlichen Paraguay beschränkt. Hier kommt sie in Höhenlagen von 82 bis 913 Metern vor. C. s. mengeli ist auf das Amazonasbecken im Südosten Perus, Norden Boliviens und Norden Brasiliens im Bundesstaat Pará beschränkt. Sie bewegt sich in Höhenlagen von 227 bis 1200 Meter.

## Migration
Die Seidennachtschwalbe scheint eine hohe Standorttreue zu haben. In der Cocha Cashu Biological Station im Nationalpark Manú sind die Orte Nistplätzen eines Brutpaares teils weit verbreitet. Diese Kernbereiche wurden aufgrund von häufig genutzten Nestern und Rufen identifiziert. Teils sind die Nistplätze innerhalb eines Gebiets von einer Größe von 5,84 bis 10,60 Hektar verteilt. Einige der Reviere sind bis zu 10 Jahre bewohnt.

## Unterarten
Es werden folgende Unterarten anerkannt:
- Antrostomus sericocaudatus mengeli (Dickerman, 1975)[3] kommt im nördlichen Brasilien, dem nördlichen Peru und dem nördlichen Bolivien vor. Die Unterart ähnelt der Nominatform, doch hat das Männchen einen auffälligen weißen Kragen. Der Kragen des Weibchens ist insgesamt gelbbraun, einige Spitzen einzelner Federn sind jedoch heller, manchmal weiß. Die Schnabelborsten sind schwärzlich braun. Jungtiere sind deutlich blasser in der Färbung. Der Oberkopf, die Schulterfedern und die Flügeldecken sind gräulich braun mit deutlich erkennbaren braunen Kreiszeichnungen. Die hellen Spitzen der äußeren Schwanzfedern werden im Flug sichtbar.[1]
- Antrostomus sericocaudatus sericocaudatus Cassin, 1849[4] ist im südöstlichen Brasilien, im östlichen Paraguay und dem nordöstlichen Argentinien verbreitet.

## Etymologie und Forschungsgeschichte
Die Erstbeschreibung der Seidennachtschwalbe erfolgte 1849 durch John Cassin unter dem wissenschaftlichen Namen Antrostomus serico-caudatis. Als Verbreitungsgebiet gab er Südamerika an. 1838 führte Charles Lucien Jules Laurent Bonaparte die für die Wissenschaft neue Gattung Antrostomus für die Carolinanachtschwalbe (Antrostomus carolinensis) ein. Dieser Begriff leitet sich aus den griechischen Wörtern »antron, αντρον« für »Höhle« und »stoma, stomatos, στομα, στοματος« für »Mund« ab. Das Artepitheton »sericocaudatus« hat seinen Ursprung in lateinisch sericus ‚seiden‘ und lateinisch caudatus, cauda ‚schwänzig, Schwanz‘. Mengeli ist Robert Morrow Mengel (1921–1990) gewidmet. Alfred Laubmann hatte für sein Werk Die Vögel von Paraguay keinen Balg zur Verfügung. In der Literatur betrachtete er nur Puerto Bertoni durch Arnaldo de Winkelried Bertoni als Nachweis für Paraguay. Laubmann führte die Art als Setochalcis sericocaudatus. 2010 wurde die Art auf Basis einer phylogenetischen Studie von Kin-Lan Han, Mark Blair Robbins und Michael James Braun der Gattung Antrostomus zugeschlagen.